# Якшаєво
Якша́єво (рос. Якшаево, башк. Яҡшай) — присілок у складі Туймазинського району Башкортостану, Росія. Входить до складу Каратовської сільської ради.
Населення — 85 осіб (2010; 97 у 2002).
Національний склад:
- татари — 66 %
- башкири — 34 %